# Ligyra shirakii
Ligyra shirakii är en tvåvingeart som först beskrevs av Paramonov 1931.  Ligyra shirakii ingår i släktet Ligyra och familjen svävflugor.
Artens utbredningsområde är Taiwan. Inga underarter finns listade i Catalogue of Life.